# Црква Светог Димитрија у Крушчици
Црква Светог великомученика Димитрија је српска православна црква у селу Крушчица, општина Бела Црква. Припада српској православној Епархији банатској. Храм је повећен Светом Димитрију Солунском који је био хришћански светитељ и живео Солуну почетком 4. века. Поштован је као један од најважнијих православних војника међу светитељима. Слави се 8. новембра по грегоријанском календару то јест 26. октобра по јулијанском календару. Култ светог ратника Димитрија у великој мери распрострањен је и код Срба захваљујући великој блискости са грчким народом. Свети Димитрије се сматра заштитником Солуна, јер је спасао град од непријатељске војске; исцелитељем болесника и невољника. Руси га такође славе и сматрају покровитељем и заштитником Сибира. Сви православни хришћани славе овог великомученика верујући у његове исцелитељске моћи које су многима помогле.

## Историјат
Садашњи храм Светог Великомученика Димитрија изграђен је 1780. године. Исти је тешко пострадао у аустро-турском рату (1788). Наново га је осветио Епископ вршачки Јосиф Јовановић Шакабенда 1793. године. Храм је пројектован у барокном стилу и има зидани иконостас који је живописао незнани сеоски иконописац. Парохијско звање у Крушчици је утемељено око 1770. године. Црквене матице уредно се воде почев од 1778. године. За највећу драгоценост држи се „Србљак“ (Москва/Венеција, 1765), у којем се налази једини до сада познати бакротисак „Срби светитељи“, рад Христофера Жефаровића из 1741. године.